# Paul Kilderry
Paul Kilderry, né le 11 avril 1973 à Perth, est un ancien joueur de tennis professionnel australien.
Il est l'actuel directeur de la Hopman Cup.

## Carrière
En 1991, il est classé 8e mondial en simple et 4e en double en junior.
En double, il compte trois titres ATP et huit Challenger, tandis qu'en simple, son meilleur résultat est un huitième de finale lors du Masters de Miami en 1995. Il a aussi remporté le Challenger de Perth en 1999.
Il a participé à 26 Grand Chelem en double. Ses meilleurs résultats sont un troisième tour à l'Open d'Australie et à Roland-Garros en 1994 avec Michael Tebbutt et Joshua Eagle.
En 1996, il est quart de finaliste en double mixte à l'US Open avec Sandrine Testud.

## Palmarès

### Titres en double (3)
| No | Date       | Nom et lieu du tournoi                            | Catégorie    | Dotation  | Surface      | Partenaire       | Finalistes                          | Score         |          |
| -- | ---------- | ------------------------------------------------- | ------------ | --------- | ------------ | ---------------- | ----------------------------------- | ------------- | -------- |
| 1  | 10-06-1996 | Continental Grass Court Championships Bois-le-Duc | World Series | 475 000 $ | Gazon (ext.) | Pavel Vízner     | Anders Järryd Daniel Nestor         | 7-5, 6-3      |          |
| 2  | 28-07-1997 | Grolsch Open Amsterdam                            | World Series | 475 000 $ | Terre (ext.) | Nicolás Lapentti | Andrew Kratzmann Libor Pimek        | 3-6, 7-5, 7-6 |          |
| 3  | 24-07-2000 | Mercedes-Benz Cup Los Angeles                     | Int' Series  | 350 000 $ | Dur (ext.)   | Sandon Stolle    | Jan-Michael Gambill Scott Humphries | Forfait       | Parcours |

### Finales en double (2)
| No | Date       | Nom et lieu du tournoi                         | Catégorie    | Dotation  | Surface      | Vainqueurs                     | Partenaire      | Score         |  |
| -- | ---------- | ---------------------------------------------- | ------------ | --------- | ------------ | ------------------------------ | --------------- | ------------- |  |
| 1  | 10-07-1995 | Miller Lite Hall of Fame Championships Newport | World Series | 230 000 $ | Gazon (ext.) | Jörn Renzenbrink Markus Zoecke | Nuno Marques    | 6-1, 6-2      |  |
| 2  | 08-07-1996 | Miller Lite Hall of Fame Championships Newport | World Series | 230 000 $ | Gazon (ext.) | Marius Barnard Piet Norval     | Michael Tebbutt | 6-7, 6-4, 6-4 |  |

## Parcours dans les tournois duGrand Chelem

### En simple
| Année | Open d'Australie | Open d'Australie | Internationaux de France | Internationaux de France | Wimbledon       | Wimbledon     | US Open         | US Open       |
| ----- | ---------------- | ---------------- | ------------------------ | ------------------------ | --------------- | ------------- | --------------- | ------------- |
| 1993  | —                | —                | —                        | —                        | 2e tour (1/32)  | B. Black      | —               | —             |
| 1994  | 1er tour (1/64)  | A. Mronz         | —                        | —                        | —               | —             | 1er tour (1/64) | T. Woodbridge |
| 1995  | 1er tour (1/64)  | M. Chang         | —                        | —                        | —               | —             | —               | —             |
| 1996  | 1er tour (1/64)  | J. Tarango       | —                        | —                        | —               | —             | —               | —             |
| 1997  | —                | —                | —                        | —                        | —               | —             | —               | —             |
| 1998  | —                | —                | —                        | —                        | —               | —             | —               | —             |
| 1999  | —                | —                | —                        | —                        | —               | —             | —               | —             |
| 2000  | —                | —                | —                        | —                        | 1er tour (1/64) | M. Gustafsson | —               | —             |

N.B. : à droite du résultat se trouve le nom de l'ultime adversaire.

### En double
| Année | Open d'Australie             | Open d'Australie           | Internationaux de France     | Internationaux de France    | Wimbledon                   | Wimbledon                 | US Open                      | US Open              |
| ----- | ---------------------------- | -------------------------- | ---------------------------- | --------------------------- | --------------------------- | ------------------------- | ---------------------------- | -------------------- |
| 1993  | 2e tour (1/16) P. Rafter     | J. Grabb R. Reneberg       | —                            | —                           | —                           | —                         | —                            | —                    |
| 1994  | 1/8 de finale M. Tebbutt     | K. Flach R. Leach          | 1/8 de finale J. Eagle       | G. Connell P. Galbraith     | 1er tour (1/32) G. Doyle    | D. Rikl B. Shelton        | 1er tour (1/32) A. Florent   | B. MacPhie D. Witt   |
| 1995  | 1er tour (1/32) G. Doyle     | G. Connell P. Galbraith    | —                            | —                           | 2e tour (1/16) T. Kempers   | A. Olhovskiy J. Siemerink | 2e tour (1/16) K. Kinnear    | L. Jensen M. Jensen  |
| 1996  | 1er tour (1/32) N. Marques   | J.-L. de Jager G. Muller   | 1er tour (1/32) P. Tramacchi | B. Haygarth C. van Rensburg | 1er tour (1/32) S. Davis    | M. Oosting S. Schalken    | 1er tour (1/32) B. Haygarth  | D. Flach D. Wheaton  |
| 1997  | —                            | —                          | 1er tour (1/32) M. Tebbutt   | P. Cash R. Reneberg         | 1er tour (1/32) M. Tebbutt  | J. Eltingh P. Haarhuis    | 2e tour (1/16) N. Lapentti   | M. Bhupathi L. Paes  |
| 1998  | 2e tour (1/16) N. Lapentti   | A. O'Brien J. Stark        | 2e tour (1/16) K. Kinnear    | M. Hood S. Prieto           | 1er tour (1/32) P. Nyborg   | S. Stolle C. Suk          | —                            | —                    |
| 1999  | 1er tour (1/32) K. Kinnear   | P. Galbraith P. Haarhuis   | —                            | —                           | —                           | —                         | —                            | —                    |
| 2000  | 2e tour (1/16) G. Silcock    | J.-M. Gambill S. Humphries | 2e tour (1/16) P. Tramacchi  | P. Haarhuis S. Stolle       | 2e tour (1/16) A. Martín    | A. O'Brien J. Palmer      | 1er tour (1/32) P. Tramacchi | L. Manta L. Tieleman |
| 2001  | 1er tour (1/32) P. Tramacchi | A. Martín E. Ran           | 1er tour (1/32) P. Tramacchi | B. Bryan M. Bryan           | 2e tour (1/16) P. Tramacchi | D. Adams M. Llodra        | —                            | —                    |

N.B. : le nom du ou de la partenaire se trouve sous le résultat ; le nom des ultimes adversaires se trouve à droite.